# Семчук Світлана Борисівна
Світла́на Бори́сівна Семчу́к (нар. 26 грудня 1984) — українська трекова велосипедистка. Майстер спорту України міжнародного класу.

## З життєпису
Народилася 1984 року. Представляла Україну на Чемпіонаті світу UCI 2005 року. Проживала у місті Вінниця.
Чемпіонат України з велоспорту на шосе-2005 — срібна нагорода в груповій гонці.